# Élections législatives de 1877 dans le Doubs
Les élections législatives de 1877 ont eu lieu les 14 octobre et 28 octobre 1877.

## Députés élus
|   | Circonscription | Député sortant      |  | Groupe parlementaire | Député élu          |  | Groupe parlementaire |
| - | --------------- | ------------------- |  | -------------------- | ------------------- |  | -------------------- |
| 1 | Baume-les-Dames | Alexandre Estignard |  | Centre constitionnel | Alexandre Estignard |  | Centre constitionnel |
| 2 | Besançon 1e     | Albert Grévy        |  | Gauche républicaine  | Albert Grévy        |  | Gauche républicaine  |
| 3 | Besançon 2e     | Félix Gaudy         |  | Union républicaine   | Félix Gaudy         |  | Union républicaine   |
| 4 | Montbéliard     | Jules Viette        |  | Union républicaine   | Jules Viette        |  | Union républicaine   |
| 5 | Pontarlier      | Gustave Colin       |  | Centre gauche        | Gustave Colin       |  | Centre gauche        |

## Résultats à l'échelle du département
| Partis         | Partis                            | Premier tour | Premier tour | Deuxième tour | Deuxième tour | Sièges |
| Partis         | Partis                            | Voix         | %            | Voix          | %             | Sièges |
| -------------- | --------------------------------- | ------------ | ------------ | ------------- | ------------- | ------ |
|                | Union républicaine                | 19 002       | 28,06        |               |               | 2      |
|                | Gauche républicaine, Républicains | 13 844       | 20,44        | 7 104         | 47,94         | 1      |
|                | Centre-droit, Constitutionnels    | 12 644       | 18,67        | 7 620         | 51,42         | 1      |
|                | Légitimistes, Monarchistes        | 12 485       | 18,43        |               |               | 0      |
|                | Centre gauche                     | 6 696        | 9,89         | 1             |               |        |
|                | Bonapartistes                     | 2 992        | 4,42         | 58            | 0,39          | 0      |
|                | Divers                            | 68           | 0,10         | 38            | 0,26          | 0      |
|                |                                   |              |              |               |               |        |
| Inscrits       | Inscrits                          | 80 590       | 100,00       | 16 948        | 100,00        | 5      |
| Votants        | Votants                           | 67 913       | 84,27        | 14 872        | 87,75         |        |
| Abstentions    | Abstentions                       | 12 677       | 15,73        | 2 076         | 12,25         |        |
| Blancs et nuls | Blancs et nuls                    | 182          | 0,27         | 52            | 0,35          |        |
| Exprimés       | Exprimés                          | 67 731       | 99,73        | 14 820        | 99,65         |        |

## Résultats par arrondissement

### Arrondissement de Baume-les-Dames
| Candidats      | Candidats           | Étiquette,          | Premier tour | Premier tour | Deuxième tour | Deuxième tour |
| Candidats      | Candidats           | Étiquette,          | Voix         | %            | Voix          | %             |
| -------------- | ------------------- | ------------------- | ------------ | ------------ | ------------- | ------------- |
|                | Alexandre Estignard | Constitutionnel     | 6 226        | 42,09        | 7 620         | 51,42         |
|                | Jean Bernard        | Gauche républicaine | 5 562        | 37,60        | 7 104         | 47,94         |
|                | René de Moustier    | Bonapartiste        | 2 992        | 20,23        | 58            | 0,39          |
|                | Divers              |                     | 13           | 0,09         | 38            | 0,26          |
|                |                     |                     |              |              |               |               |
| Inscrits       | Inscrits            | Inscrits            | 16 949       | 100,00       | 16 948        | 100,00        |
| Votants        | Votants             | Votants             | 14 836       | 87,53        | 14 872        | 87,75         |
| Abstention     | Abstention          | Abstention          | 2 113        | 12,47        | 2 076         | 12,25         |
| Blancs et nuls | Blancs et nuls      | Blancs et nuls      | 43           | 0,29         | 52            | 0,35          |
| Exprimés       | Exprimés            | Exprimés            | 14 793       | 99,71        | 14 820        | 99,65         |

L'élection est invalidée par la Chambre le 22 janvier 1878. Une élection partielle a lieu le 3 mars 1878.

### Arrondissement de Besançon

#### 1recirconscription
| Candidats      | Candidats       | Étiquette,          | Premier tour | Premier tour |
| Candidats      | Candidats       | Étiquette,          | Voix         | %            |
| -------------- | --------------- | ------------------- | ------------ | ------------ |
|                | Albert Grévy    | Gauche républicaine | 8 282        | 83,83        |
|                | Boysson-D’Ecole | Légitimistes        | 1 579        | 15,98        |
|                | Divers          |                     | 18           | 0,18         |
|                |                 |                     |              |              |
| Inscrits       | Inscrits        | Inscrits            | 13 723       | 100,00       |
| Votants        | Votants         | Votants             | 9 902        | 72,16        |
| Abstention     | Abstention      | Abstention          | 3 821        | 27,84        |
| Blancs et nuls | Blancs et nuls  | Blancs et nuls      | 23           | 0,23         |
| Exprimés       | Exprimés        | Exprimés            | 9 879        | 99,77        |

#### 2ecirconscription
| Candidats      | Candidats                      | Étiquette,         | Premier tour | Premier tour |
| Candidats      | Candidats                      | Étiquette,         | Voix         | %            |
| -------------- | ------------------------------ | ------------------ | ------------ | ------------ |
|                | Félix Gaudy                    | Union républicaine | 8 723        | 61,44        |
|                | Jules Antoine Joseph Vautherin | Monarchiste        | 5 471        | 38,53        |
|                | Divers                         |                    | 4            | 0,03         |
|                |                                |                    |              |              |
| Inscrits       | Inscrits                       | Inscrits           | 16 362       | 100,00       |
| Votants        | Votants                        | Votants            | 14 231       | 86,98        |
| Abstention     | Abstention                     | Abstention         | 2 131        | 13,02        |
| Blancs et nuls | Blancs et nuls                 | Blancs et nuls     | 33           | 0,23         |
| Exprimés       | Exprimés                       | Exprimés           | 14 198       | 99,77        |

### Arrondissement de Montbéliard
| Candidats      | Candidats                | Étiquette,         | Premier tour | Premier tour |
| Candidats      | Candidats                | Étiquette,         | Voix         | %            |
| -------------- | ------------------------ | ------------------ | ------------ | ------------ |
|                | Jules Viette             | Union républicaine | 10 279       | 61,45        |
|                | Pierre-Frédéric Mettetal | Constitutionnel    | 6 418        | 38,37        |
|                | Divers                   |                    | 31           | 0,19         |
|                |                          |                    |              |              |
| Inscrits       | Inscrits                 | Inscrits           | 19 835       | 100,00       |
| Votants        | Votants                  | Votants            | 16 792       | 84,66        |
| Abstention     | Abstention               | Abstention         | 3 043        | 15,34        |
| Blancs et nuls | Blancs et nuls           | Blancs et nuls     | 64           | 0,38         |
| Exprimés       | Exprimés                 | Exprimés           | 16 728       | 99,62        |

### Arrondissement de Pontarlier
| Candidats      | Candidats      | Étiquette,     | Premier tour | Premier tour |
| Candidats      | Candidats      | Étiquette,     | Voix         | %            |
| -------------- | -------------- | -------------- | ------------ | ------------ |
|                | Gustave Colin  | Centre gauche  | 6 696        | 55,19        |
|                | Xavier Marmier | Légitimiste    | 5 435        | 44,80        |
|                | Divers         |                | 2            | 0,02         |
|                |                |                |              |              |
| Inscrits       | Inscrits       | Inscrits       | 13 721       | 100,00       |
| Votants        | Votants        | Votants        | 12 152       | 88,56        |
| Abstention     | Abstention     | Abstention     | 1 569        | 11,44        |
| Blancs et nuls | Blancs et nuls | Blancs et nuls | 19           | 0,16         |
| Exprimés       | Exprimés       | Exprimés       | 12 133       | 99,84        |